# أولاد الذوات (فلم)
أولاد الذوات هو أول فيلم مصري ناطق. أُنتج عام 1932 من بطولة عميد المسرح العربي يوسف وهبي، والفنانة الكبيرة أمينة رزق، ودولت أبيض، وسراج منير وأنور وجدي، ومن إخراج محمد كريم.

## قصة الفيلم
الفيلم يحكي عن قصة يوسف وهبي الذي تزوج من فرنسية خانته، فقال لها خلال أحداث الفيلم «يا امرأة الكل.. يا مزبلة التاريخ».
وصرّح يوسف وهبي خلال لقاء نادر له بأنه أصرّ على أن يكون «أولاد الذوات» هو أول فيلم ناطق للعربية، دفاعًا عن الشرق الذي وصفه الغربيون بأنه همجي ومتوحش وتافه أثناء محاكمة المرأة التي قتلت الشاب المصري.
وقد أثار الفيلم وقتها جدلاً كبيراً لأنه تطرق للعلاقة بين المجتمع الشرقي والغربي والذي اعتبرته الجاليات الأجنبية إهانة لها.
- الفيلم من إخراج المخرج محمد كريم.
- عُرض الفيلم لأول مرة عام 1932 في يوم 14 مارس.
- هناك خلاف بين فيلم أولاد الذوات وفيلم أنشودة الفؤاد على أي منهما أول فيلم عربي ناطق؛ حيث عُرض فيلم أنشودة الفؤاد في أبريل 1932 أي بعد فيلم أولاد الذوات.[1]

## وصلات خارجية
- مقالات تستعمل روابط فنية بلا صلة مع ويكي بيانات
- «أولاد الذوات».. أول فيلم سينمائى ناطق باللغة العربية لـ يوسف بيك وهبي
- ذكرى عرض أول فيلم مصري ناطق.. ما قصة «أولد الذوات»؟